# 合恩角國家公園
55°49′59″S 67°25′59″W / 55.833°S 67.433°W

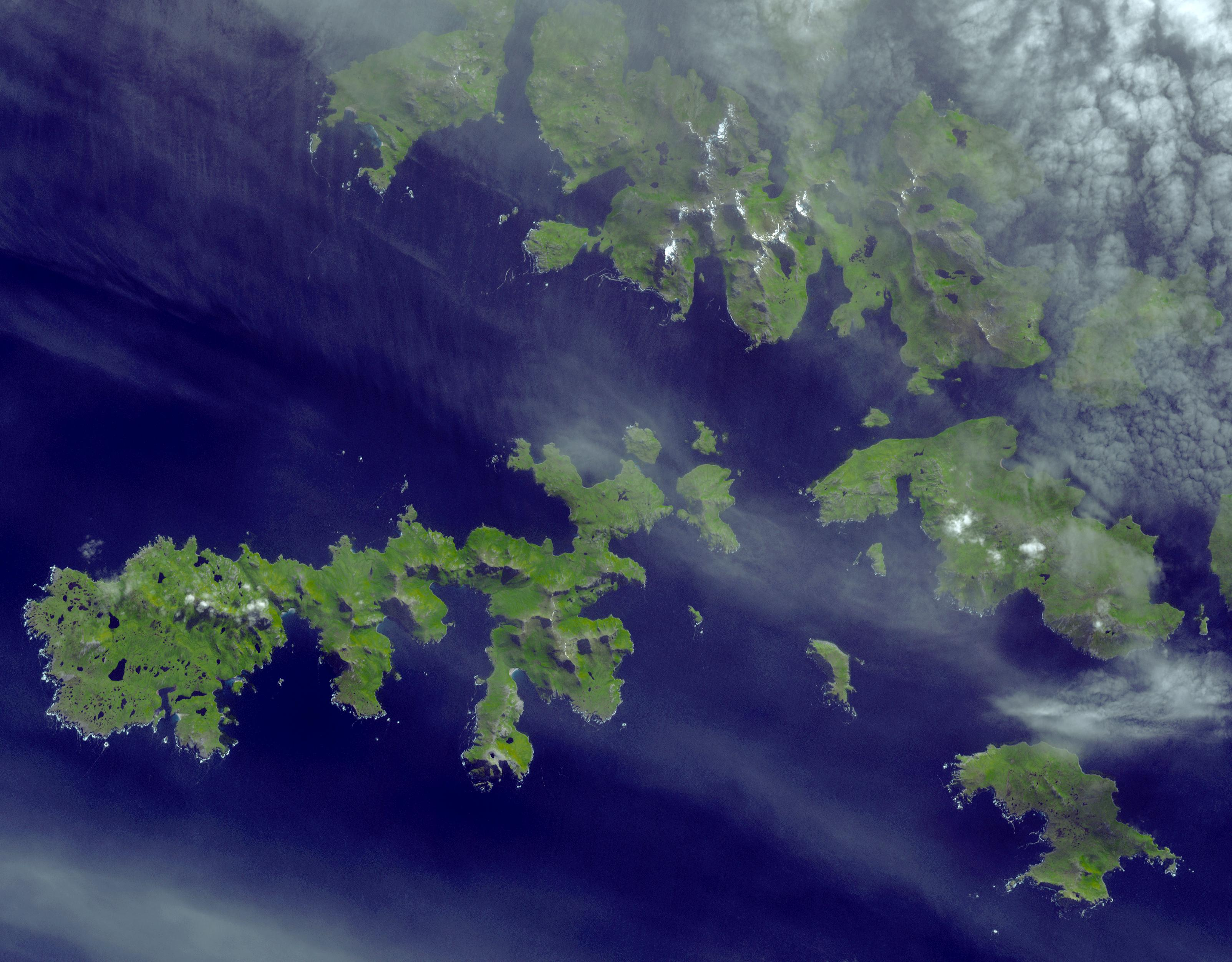

合恩角國家公園是智利的國家公園，位於該國南部，由麥哲倫-智利南極大區負責管轄，成立於1945年，面積631平方公里，最高點海拔高度670米。